# Pancrase
Pancrase Hybrid Wrestling – założona w 1993 roku japońska organizacja mieszanych sztuk walki. 

## Historia
Organizacja została założona w 1993 roku przez trzech byłych wrestlerów: Masakatsu Funakiego, Minoru Suzukiego i Yusuke Fuke. Nazwa nawiązuje do antycznego sportu walki pankrationu. 
W początkowym okresie istnienia organizacji walki przypominały bardziej mecze wrestlingu niż współczesne MMA (zakaz uderzania zamkniętą pięścią w głowę, przerywanie duszenia lub dźwigni, gdy rywal zdołał dotknąć lin, walki były w pewnym stopniu reżyserowane). Dlatego też oficjalnie zawody nazwane został hybrydowymi zapasami. Jednak z upływem czasu Pancrase coraz bardziej zbliżała się do głównego nurtu mieszanych sztuk walki i od 2000 roku pojedynki toczone są według typowych reguł MMA.
Początkowo Pancrase rozgłosem nie wykraczała poza granice Japonii, lecz wraz z sukcesami jej zawodników na innych arenach (np. braci Shamrocków czy Basa Ruttena w UFC) zdobyła popularność również na Zachodzie. W 1996 roku gala Pancrase po raz pierwszy była transmitowana w USA.
Obecnie organizacja przyznaje tytuł Króla Pancrase (ang. King of Pancrase) w ośmiu kategoriach wagowych oraz w najbardziej prestiżowej kategorii open (bez limitów wagowych).

## Zasady walki

### Lata 90.
Oprócz tradycyjnych reguł stosowanych w grapplingu obowiązywał:
- zakaz uderzania łokciami w głowę
- zakaz uderzania pięścią w głowę
- zakaz uderzania kolanami w głowę w parterze
- zakaz kopania w głowę w parterze
- standardowa walka trwała 15 minut, a walka tytułowa 30 minut (bez podziału na rundy)
- walka mogła się zakończyć przez poddanie (np. w wyniku dźwigni bądź duszenia)
- zawodnik w ciągu walki mógł cztery razy dotknąć lin ratując się przed poddaniem, choć za każdy taki ruch tracił jeden punkt. Piąte dotknięcie równało się automatycznej porażce.
- w przypadku nokdaunu sędzia rozpoczynał liczenie do 10; jeśli zawodnik był w stanie się w tym czasie podnieść walkę wznawiano ale tracił on jeden punkt; jeśli nie zdołał tego dokonać, przegrywał przez nokaut
- jeśli walka nie skończyła się przed czasem (przez poddanie, nokaut, stratę 5 punktów), wygrywał zawodnik, który stracił mniej punktów; w przypadku, gdy żaden z zawodników nie stracił punktu lub obaj stracili ich taką samą liczbę, ogłaszano remis.

### Obecnie
- walka toczona jest na ringu o wymiarach 7x7 m.
- obowiązkowy sprzęt ochronny to rękawice MMA, suspensorium i ochraniacz na szczękę (fakultatywnie ochraniacze na kolana i piszczele)
- standardowa walka trwa 2 lub 3 rundy po 5 minut, a walka tytułowa 3 rundy po 5 minut
- dozwolone są wszelkie ciosy w stójce, rzuty, klincz oraz walka w parterze oprócz:
  - ciosów łokciami
  - uderzeń głową
  - uderzeń w krocze i kręgosłup
  - ciosów kolanami w głowę, gdy obaj zawodnicy są w parterze
  - dźwigni na małe stawy
  - wyrzucania rywala poza ring
  - chwytania się lin
  - ciągnięcia za włosy, atakowania otworów fizjologicznych, oczu itp.
- jeśli walka nie zakończy się przed czasem (przez poddanie, nokaut, techniczny nokaut lub dyskwalifikację), zwycięzcę wyłaniają sędziowie, a gdy nie są w stanie tego dokonać, ogłasza się remis.

## Kategorie wagowe

### Do stycznia 2008
| Kategoria   | Waga               |
| ----------- | ------------------ |
| Superciężka | +100,5 kg / 221 lb |
| Ciężka      | +90,5 kg / 199 lb  |
| Półciężka   | +82 kg / 181 lb    |
| Średnia     | +75 kg / 165,7 lb  |
| Półśrednia  | +69 kg / 152,5 lb  |
| Lekka       | +64 kg / 141,4 lb  |
| Piórkowa    | -64 kg / 141,4 lb  |

### Obecnie
| Kategoria  | Waga               |
| ---------- | ------------------ |
| Ciężka     | +93 kg / 205 lb    |
| Półciężka  | +83,9 kg / 185 lb  |
| Średnia    | +77,1 kg / 170 lb  |
| Półśrednia | +70,3 kg / 155 lb  |
| Lekka      | +65,8 kg / 145 lb  |
| Piórkowa   | +61,2 kg / 135 lb  |
| Słomkowa   | +56,7 kg / 125 lb  |
| Supermusza | +54,4 kg / 120 lb  |
| Musza      | -54,4 kg / -120 lb |

## Królowie Pancrase

### Kategoria open
| No. | Nazwisko                              | Data              | Miejsce                                        | Uwagi                                                                                              |
| --- | ------------------------------------- | ----------------- | ---------------------------------------------- | -------------------------------------------------------------------------------------------------- |
| 1   | Ken Shamrock (pok. Manabu Yamada)     | 17 grudnia 1994   | Tokio                                          | |
| 2   | Minoru Suzuki                         | 13 maja 1995      | Tokio                                          | |
| 3   | Bas Rutten                            | 1 września 1995   | Tokio                                          | |
|     | Frank Shamrock (pok. Minoru Suzuki)   | 28 stycznia 1996  | Jokohama                                       | Rutten był kontuzjowany i nie mógł bronić mistrzostwa, Shamrock został tymczasowym Królem Pancrase |
| 3   | Bas Rutten (pok. Frank Shamrock)      | 16 maja 1996      | Tokio                                          | unifikacja tytułu                                                                                  |
|     | wakujący tytuł                        | październik 1996  | Rutten zrezygnował z tytułu.                   | Rutten zrezygnował z tytułu.                                                                       |
| 4   | Masakatsu Funaki (pok. Jason DeLucia) | 15 grudnia 1996   |                                                | |
| 5   | Yūki Kondō                            | 27 kwietnia 1997  | Tokio                                          | |
| 6   | Masakatsu Funaki                      | 20 grudnia 1997   | Jokohama                                       | |
| 7   | Guy Mezger                            | 26 kwietnia 1998  | Jokohama                                       | |
|     | wakujący tytuł                        | luty 1999         | Mezger zrezygnował z tytułu i przeszedł do UFC | Mezger zrezygnował z tytułu i przeszedł do UFC                                                     |
| 8   | Yūki Kondō (pok. Semmy Schilt)        | 18 kwietnia 1999  | Jokohama                                       | |
| 9   | Semmy Schilt                          | 28 listopada 1999 | Osaka                                          | |
| 10  | Josh Barnett (pok. Yūki Kondō)        | 31 sierpnia 2003  | Tokio                                          | |